# Monostorapáti
Monostorapáti è un comune dell'Ungheria di 1.095 abitanti (dati 2001). È situato nella contea di Veszprém.